# Anileridin
Anileridin är en kemisk förening med summaformeln C22H28N2O2. Ämnet är ett anestetikum och tillhör gruppen syntetiska opioider. Preparatet är narkotikaklassat och ingår i förteckning N I i 1961 års allmänna narkotikakonvention, samt i förteckning II i Sverige.

## Identifikatorer
- InChI 1/C22H28N2O2/c1-2-26-21(25)22(19-6-4-3-5-7-19)13-16-24(17-14-22)15-12-18-8-10-20(23)11-9-18/h3-11H,2,12-17,23H2,1H3
- InChIKey LKYQLAWMNBFNJT-UHFFFAOYAF
- ATC-kod N01AH05
- PubChem 8944
- ChemSpiderID 8600
- DrugBank APRD00741